# Transformers (film)
 For alternative betydninger, se Transformers (flertydig). (Se også artikler, som begynder med Transformers)
Transformers er en live-action filmatisering af legetøjsserien Transformers. Filmen er instrueret af Michael Bay og skrevet af Roberto Orci og Alex Kurtzman. Shia LaBeouf optræder i hovedrollen som Sam Witwicky, en teenager involveret i en krig mellem de heroiske Autobotter og de onde Decepticoner, to hold fremmede robotter der kan camouflere sig selv ved at transformere sig om til hverdagens maskiner. Decepticonerne ønsker kontrol over Urgnisten, objektet der skabte deres robot race, med den hensigt at danne en hær ved at give liv til maskinerne på Jorden. Megan Fox, Josh Duhamel, Tyrese Gibson, Jon Voight og John Turturro optræder ligeledes, mens Peter Cullen og Hugo Weaving lægger stemme til henholdsvis Optimus Prime og Megatron.
Producerne Don Murphy og Tom DeSanto udviklede projektet i 2003, med en treatment skrevet af DeSanto. Executive producer Steven Spielberg sluttede sig til projektet det følgende år, og i 2005 hyrede han, Kurtzman og Bay til projektet. Filminstruktørerne ønskede en realistisk skildring af historien, og skabte et kompleks æstetisk design til robotterne for at understrege deres fremmede art. De computer-generedede karakterer var programmeret så de bestod af tusindvis af mekaniske stykker, som flyttede sig når de transformerede eller bare bevægede sig. USA's forsvar og General Motors udlånte køretøjer og luftfartøjer til optagelserne, hvilket sparede penge til produktionen og tilføjede mere realisme til kampscenerne.
Hasbro organiserede en enorm salgsfremmende kampagne for filmen, ved at lave aftaler med hundredvis af firmaer. Denne reklamekampagne inkluderede en viral marketing kampagne, koordinerede udgivelser af tegneseriehæfter, som virkede som forgængere for selve filmen, legetøj og bøger, ligeså vel som product placements aftaler med GM og eBay. Filmen var en biografsucces til trods for blandede reaktioner hos fans der mente at karakterernes redesign var for radikalt, og til trods for anmeldelser der kritiserede fokusset på mennesker på bekostning af fokusset på robotterne. Det er den tredivte mest succesfulde film udgivelse og den femte mest succesfulde film i 2007, med ekstrapolationsfaktoren på omtrent US$708 millioner verden over. Filmen vandt fire priser fra Visual Effects Society og var nomineret til tre Academy Awards. Den satte gang i mediernes interesse for legetøjsserien, og en fortsættelse Transformers: Revenge of the Fallen har premiere den 24. juni 2009.

## Handling
Filmen begynder med at Optimus Prime, de venlige Autobotters heroiske leder, i en voice-over beskriver undergangen af Transformernes hjem verden, Cybertron. Den blev destrueret af den one Decepticon leder Megatron i hans søgen efter Urgnisten. Autobotterne vil finde Urgnisten så de kan bruge den til at genopbygge Cybertron og ende krigen mellem dem selv og Decepticonerne, mens Decepticonerne vil bruge den til at overvinde Autobotterne og erobre universet. Megantron fandt Urgnisten på Jorden, men nødlandede i Polarcirklen og blev frosset inde i isen. Kaptajn Witwicky og hans besætning af opdagelsesrejsende snublede over Megatrons krop i 1897. Kaptajn Witwicky kom ved et tilfælde til at aktiverede Megatrons navigations system som afmærkede koordinatorne til Urgnisten i hans briller, en hændelse der gjorde ham blind og mentalt ustabil. Sektor 7, en amerikansk statsorganisation stiftet af Herbert Hoover, opdagede Urgnisten i Colorado River og byggede Hoover Dam omkring den for at camouflere dens energi udstråling. Den stadig frosne Megaton blev flyttet til denne facilitet og blev brugt til at fremme den menneskelige teknologi igennem reverse engineering.
I dag, er gruppen af Decepticoner — Blackout, Scorponok, Frenzy, Barricade, Starscream, Brawl og Bonecrusher — landet på Jorden og antager forklædninger som Jordens køretøjer (undtagen Scorponok, som gemmer sig inden i Blackout). Blackout og Scorponok angriber den amerikanske SOCCENT operations base i Qatar og forsøger at hacke sig ind i det amerikanske militærs netværk for at finde koordinaterne til Megatron og Urgnisten. Deres mission bliver forpurret da basens stab skærer netværkets kabel forbindelse. Mens Blackout ødelægger resten af basen, jager Scorponok en lille gruppe af overlevende, som føres af kaptajn Wiliam Lennox og sergent Robert Epps, som har fotografisk bevis for robotterne eksistens, men Scorponok bliver til sidst drevet tilbage og efter at hans hale bliver skadet gemmer han sig i sandet. Under denne kamp, opdager militæret at det eneste effektive våben mod Transformernes armering er meget varme sabot missiler.
Efter Blackouts fiasko, infiltrerer Frenzy Air Force One for atter engang at hacke militærets netværk ved at plante en virus. Han finder kortet som er afmærket på Kaptajn Witwickys briller. Witwickys efterkommer Sam Witwicky har i sinde at sælge brillerne på eBay. Frenzy og Barricade begynder at opspore Sams lokalisering; men Autobot spejder Bumblebee er også på Jorden, forklædt som en 1976 Chevrolet Camaro,. og er købt af Sam som sin først bil. Bumblebee hjælper ham efterhånden med at bejle til hans forelskelse, Mikaela Banes. Bumblebee tager af sted om natten for at overføre et målsøgende signal til resten af Autobotterne, og Sam ser ham i robot form. Efter en episode bliver Sam arresteret, og forsøger, på politi stationen, at forklare politibetjenten hvad der er sket, men betjenten tror ham ikke og antager at han er på stoffer. Da Bumblebee (i bil form) vender tilbage den følgende dag, skikker Sam af fordi han tror bilen forfølger ham; dette fører ham direkte i hænderne på Barricade. Han og Mikaela, som han stødte på mens han var på flugt, bliver reddet af Bumblebee. Frenzys krop bliver beskadiget af Sam, men han formers sig med Mikaelas mobiltelefon og gemmer sig i hendes taske. De forlader stedet for at mødes med resten af Autobotterne — Optimus Prime, Jazz (Transformers), Inonhide og Ratchet — som er landet på Jorden og ligeledes har taget form som Jordens køretøjer. Sam, Mikaela og Autobotterne vender hjem til Sams hjem og får fat i brillerne; alligevel ankommer agenter fra Sektor 7 og tager Sam og Mikaela med i forvaring. Autobotterne griber ind, men Sektor 7 fanger Bumblebee og sender Sam og Mikaela væk.
Sam og Mikaela tager til Hoover Dam, ligeledes er Lennox og Epps, på ordre fra Forsvars Sekretær John Keller. Frenzy alarmerer de andre Decepticoner og sniger sig ind i computer systemet, hvor han befrier Megatron fra sin frosne tilstand. Sam overtaler Sektor 7 agenter til at løslade Bumblebee så han kan levere All Sparken til Optimus Prime. Frenzys virus har lukket ned for statens kommunikationer, men Keller og to hackere, Maggie og Glen, formår at etablere et signal til Air Force sådan at de kan hjælpe Autobot-menneske eskorten, som er taget til nærliggende Mission City for at gemme All Sparken. Decepticonerne angriber og Bonecrusher, Frenzy, Jazz, Devastator og Blackout dræbes under den følgende kamp. Sam, som var instrueret til at putte All Sparken ind i Optimus Primes bryst (hvilket efterfølgende ville tilintetgøre den og Optimus Prime) hvis kampen endte til Megatrons velvilje, vælger i stedet at stoppe All Sparken ind i Megatrons bryst, hvilket tilintetgør den og dræber Megatron. Optimus tager et stykke af All Sparken fra Megatrons lig, men indser at med All Sparkens ødelæggelse, kan deres hjem verden Cybertron ikke blive genoprettet. Følgende sender Optimus et signal til andre levende Autobotter i universet, som leder dem til deres nye hjem verden, Jorden. Regeringen beordre lukning af Sektor 7 og dumper de døde Decepticonerne ned i Laurentian Abyss. Starscream som flygtede fra kampen undslipper ud i rummet.

## Produktion

### Udvikling
Producer Don Murphy planlagde en G.I. Joe filmatisering, men da USA deltog i invasionen af Irak i marts 2003, foreslog Hasbro at filmatisere Transformers franchisen i stedet. Tom DeSanto sluttede sig til Murphy fordi han var fan af serien. De mødtes med tegneserie forfatteren Simon Furman, og citerede Generation 1 tegnefilm og tegneseriehæfter som deres væsentligste indflydelse. De gjorde Lederskabets Matrix til deres plot device, selvom Murphy omdøbte den pga. The Matrix filmserien. DeSanto valgte at skrive filmens treatment fra en menneskelig synsvinkel for at engagere publikummet, mens Murphy ville have at den havde en realistisk tone, som minder om en katastrofefilm. Treatmentet bød på Autobotterne Optimus Prime, Ironhide, Jazz, Prowl, Ratchet, Wheeljack og Bumblebee, samt Decepticonerne Megatron, Starscream, Soundwave, Ravage, Laserbeak, Rumble, Skywarp og Shockwave.
Steven Spielberg, som er fan af tegneserierne og legetøjet, kom i 2004 med som executive producer. John Rogers skrev det første udkast, som satte fire Autobotter imod fire Decepticoner, og præsenterede rumskibet Ark. Roberto Orci og Alex Kurtzman, begge fans af tegneserien, blev i februar 2005 hyret til at omskrive manuskriptet. Spielberg forslå at "en dreng og sin bil" burde være fokusset. Dette appellerede til Orci og Kurtzman fordi det medførte temaer af voksenalderen og ansvar, "de ting som en bil repræsentere i USA". Figurerne Sam og Mikaela var de eneste der havde point-of-view i Orci og Kurtzmans første udkast. Transformerne havde ingen dialoger, da producerne frygtede at talende robotter ville se latterligt ud. Forfatterne følte at selv hvis det ville se fjollet ud, ville det svigte deres fans ikke at lade robotterne tale. Det første udkast havde også en kampscene i Grand Canyon. Spielberg læste både Orci og Kurtzmans udkast og gav noter til forbedringer. Forfatterne var fortsat involveret igennem produktionen, ved at tilføje yderlige dialoger til robotterne under lyd mixningen (selvom ingen of af disse blev beholdt i den endelig film, som blev femten minutterne kortere end den oprindelige redigering). Furmans The Ultimate Guide, udgivet af Dorling Kindersley, forblev som en ressource for forfatterne igennem produktionen. Prime Directive blev brugt som en falsk titel. Det var også navnet på Dreamwave Productions første Transformers tegneseriehæfte.
Michael Bay blev den 30. juli 2005 spurgt af Spielberg om han ville være instruktør, men Bay sagde nej da han anså filmen for at være en "dum legetøjs film". Han ville dog gerne arbejde med Spielberg og fik ny respekt for mytologien efter at have besøgt Hasbro. Bay synes det første udkast var "for barnligt", så han øgede militærets rolle i historien. Forfatterne søgte inspiration fra G.I. Joe til soldaternes karakteristik, men var forsigtige med ikke at blande de to mærker. Fordi Orci og Kurtzman var bekymret for at filmen kunne føles som en militær rekrutterings reklame, valgte de at lade militæret tro at nationer som Iran var bag Decepticonernes angreb såvel at Decepticonerne primært var militære køretøjer. Bay baserede Lenoxs kamp med at komme til Pentagons telefonlinje mens han kæmpede med en uhjælpelig operatør fra en ægte konto, han havde fået af en soldat, mens han arbejdede på en anden film.
Orci og Kurtzman eksperimenterede med utallige robotter fra franchisen, men valgte i sidste ende til at forme den endelig casting, de figurer der var mest populære blandt filmskaberne. Bay erkendte at de fleste Decepticonerne var valgt inden deres navne eller roller var udviklet, da Hasbro var nødt til at begynde at designe legetøjet. Nogle af deres navne blev ændret fordi Bay var sur over at de var blevet lækket. Optimus, Megatron, Bumblebee og Starscream var de eneste figurer der var præsenteret i hver version af manuskriptet. Arcee var en kvindelig Transformer introduceret af Orci og Kurtzman, men hun blev skrevet ud fordi de fandt det for vanskeligt at forklare robotsystemernes køn; Bay brød sig heller ikke om hendes motorcykel form, som han fandt for lille. En tidlig ide med at have Decepticonerne til samtidig at styrte ned flere forskellige steder rundt på jorden blev også droppet.

### Design
Filmskaberne skabte robotternes størrelse med størrelsen af deres køretøjers form i tankerne, hvilket støttede Transformernes logiske begrundelse for deres valg af forklædning på Jorden. Konceptet med rejsende protoformer blev udviklet af Roberto Orci da han undrede sig over hvorfor "aliens som skjulte sig som køretøjer behøvede andre køretøjer for at rejse". Dette skabte et ønske om at stræbe mod et mere alien lignende look, og væk fra de mere firkantede Generation 1 Transformere. En anden stor indflydelse på designet var samurai armering, tilbagevendende til den japanske oprindelse af legetøjslinjen. Robotterne var også nødt til at ligne aliens, ellers ville de havde lignet andre filmrobotter som var lavet i et billede af mennesket.
En product placement aftale med General Motors leverede alternative former til de fleste af Autobotterne, hvilket sparede produktionen for $3 millioner. GM sørgede også omkring tohundrede biler, bestemt til ødelæggelse i klimaks kampscenen. USA's forsvar udøvede betydningsfuld støtte, hvilket forstærkede filmens realisme: filmen viste F-22ere, F-117ere og V-22 Ospreyere, den første gang disse luftfartøjer var brugt til en film; soldaterne tjente som statister, og autentiske uniformer blev skaffet til skuespillerne. A-10 Thunderbolt IIere og Lockheed AC-130ere blev også vist. Kaptajn Christian Hodge jokede med at han måtte forklare sine overordnede at filmskaberne ville skilre de fleste af deres luftfartøjer som onde Decepticonerne: dog kommenterede han "folk elsker onde fyre".

### Optagelse
For at spare penge til produktionen, nedskar instruktør Michael Bay sin sædvanlige løn med 30%. Han planlagde et 83 dags filmprogram, der vedholdt den krævende deadline ved at tage flere kamera set-ups per dag end sædvanligt. Bay valgte at optage filmen i USA i stedet for Australien eller Canada, der lod ham arbejde med et hold han var kendt med, og som forstod hans arbejdsmoral. En før-optagelse fandt sted den 19. april 2006, og de egentlige optagelser begyndte den 22. april på Holloman Air Force Base, som skulle forestille Qatar. Til at optage Scorponok sekvensen på White Sands Missile Range, blev en Ammunitionsrydningstjeneste tilkaldt for at fjerne forsager før opførelsen af en landsby kunne begynde; ironisk ville landsbyen blive sprængt i luften. Scenen blev omskrevet for piloterne der fløj AWACS luftfartøjerne, så de improviserede dialoger som hvis de var i en egentlig kamp.
De optog også ved Hoover Dam og Pentagon, og var det første filmhold der havde fået lov at optage disse steder siden Terrorangrebet den 11. september 2001. De udvendige Hoover Dam-scener blev optaget før turisternes daglige ankomst kl. 10:00 a.m., resten af dagen rykkede optagelserne indenfor. Produktion i Californien var baseret på Hughes Aircraft i Playa Vista, hvor hangaren, hvor Megatron var fængslet, var bygget. Seks weekender blev brugt i Los Angeles med at optage klimaks kampen, mens nogle elementer blev optaget i Universals studie i Hollywood og på Detroits Michigan Central Station. Filmholdet fik lov at optage på Griffith Observatory, som stadig var lukket for renovationer som begyndte i 2002. Optagelserne sluttede den 4. oktober 2006.

### Musik
Komponist Steve Jablonsky, som samarbejdede med Bay på The Island, komponerede musikken til trailerne før arbejdet på filmen begyndte. Optagelserne fandt sted i april 2007 på Sony Scoring Stage i Culver City, Californien. Film- og teasermusikken bruger seks store temaer over 90 minutters musik. Autobotterne har tre temaer, en kaldt "Optimus" for at repræsentere deres venskab med Sam, og en anden spillede under ankomsten til Jorden. Deceptoconerne har et messe tema som hviler på elektronik, til forskel fra det andet musik. Urgnisten har også sit eget tema. Hans Zimmer, Jablonskys mentor, hjalp også med at komponere musikken.

## Medvirkende personer og karakterer

### Mennesker
- Shia LaBeouf optræder som Sam Witwicky, teenageren der uvidende køber Bumblebee som sin første bil. Karakteren er baseret på mekanikeren Spike fra tv-serien,[32] men kælenavnet blev anset som upassende fordi karakterens profession blev droppet under tilpasningen.[35] Bay ville have Sam til at være en gennemsnitlig amerikaner, og ikke en nørd. I starten anså han LaBeouf for at være for gammel, da han kun havde set hans præstation i Constantine, men han blev overbevist over skuespillerens entusiasme.[3] LaBeouf var Transformers fan,[7] og han mindede filmholdet om en ung Tom Hanks.[21] Han styrketrænede fem dage om ugen i tre måneder, og tog 25 pund på i muskler for at forberede sig til rollen, men indså under optagelserne, at hans rolle krævede behændighed frem for styrke. LaBeouf udførte sine egne stunts, inklusivt en scene hvor Sam klamrer sig til en statue mens Megatron nærmer sig. Under denne scene havde han kun en sikkerhedssele på som beskyttelse. "Der er action stjerner som ikke ville have været så dumme," joker han.[4]
- Megan Fox spiller Sams forelskelse, Mikaela Banes, som han bejler til med hjælp fra Bumblebees. Mikaela har mekaniske evner fordi hendes far var en mekaniker og biltyv. Fox havde tidligere aflagt prøve til Bays produktion af The Amityville Horror. For at fremme en sej præstation fra Fox, truede Bay gentagne gange med at filme om natten, så hun ville forekomme frustreret og træt.[3] Fox tog 10 pund muskler på under optagelserne, for at støtte sin rolles fysik.[4]
- Josh Duhamel og Tyrese Gibson spiller henholdsvis soldaterne, Army Ranger Kaptajn William Lennox og Air Force teknisk sergent Robert Epps. Karaktererne er del af en syvmands operativ enhed i Qatar, som overlever Blackouts angreb på basen. Lennox har en kone og en nyfødt datter i USA. Duhamel og Gibson var transformers fans da de var børn,[7] og Gibson betalte filmholdet så han kunne være med i filmen.[32] De tilbragte tre dage som rekrutter i en rekrutlejr, som forberedelse til deres roller. Gibson mødte kamp kontrollør Ray Bollinger, og tilbragte tid med ham for at lære tekniske udtryk og militære koder der skulle få hans dialoger til at lyde mere overbevisende.[7]
- John Turturro spiller Sektion 7 agenten Reggie Simmons. Bay ville have Steve Buscemi til rollen, men han var optaget, så Turturro, som Bay ville have arbejdet med siden han havde set The Big Lebowski, blev udvalgt i stedet.[3] Turturro leverede en slapstick præstation, hvilket var påtænkt som kontrast til de seriøse militær scener, sådan at morskaben ikke helt ville forsvinde.[23] Skuespilleren hævdede at have baseret sin præstation på instruktøren, selvom Bay udtalte at han ikke kunne se noget af ham selv i Turturros præstation. En baggrundshistorie blev lavet til Simmons, der forklarede at hans familie havde tjent i Sektion 7 i generationer, for at give ham en "mors dreng" personlighed. Bay klippede disse jokes fra, da de ikke var ordentlig udarbejdet.[3]
- Rachael Taylor spiller Maggie Madsen, som assisterer Forsvarsministeriet med at afkode virusen efterladt af Frenzy. Hun erkender at disse indbrud i regeringens datafiler ikke kan være foretaget af mennesker. Forfatterne havde til at begynde med ikke forestillet sig Maggie så almindelig, men mere cyberpunk.[23] Filmholdet benyttede Taylors naturlige australske accent til at give filmen en global følsomhed.[4] Hun fandt mange af sine scener vanskelige fordi hun skulle bære høje hæle.[32]

- Anthony Anderson spiller Glen Whitmann, en computerhacker og ven af Maggie.
- Jon Voight spiller USA's forsvarssekretær John Keller.
- Michael O'Neill spiller Tom Banachek, lederen af Sektion 7s avancerede forskningsafdeling.
- Kevin Dunn og Julie White spillede Sams forældre, Ron og Judy.
- Amaury Nolasco og Zack Ward spiller henholdsvis ACWO Jorge "Fig" Figueroa og Første Sergent Donnelly. De er to soldater som overlever ødelæggelsen SOCCENT basen og forsøger at blive redet sammen med Lenox, Epps og andre soldater. Donnelly bliver spiddet af Scorponok og Figueroa bliver såret af en sten affyret af Scorponok.

Mindre roller inkluderer Peter Jacobson som den humor forladte gymnasielærer Mr. Hosney; Bernie Mac som Bobby Bolivia, en brugtbils forhandler fra hvem Sam køber Bumblebee; Tom Lenk som et medlem af Maggies hackerhold; Rick Gomez som en sherif der forsøger at arrestere Sam efter at have fundet hans hunds smertepiller; J.P. Manoux som vidne, Brian Stepanek som Sektion 7 agent, og Gleen Morshower som en officer på SOCCENT-basen.

## Udgivelse
Transformers havde verdenspremiere i N Seoul Tower den 11. juni 2007. Filmens premiere den 27. juni på Los Angeles Film Festival benyttede sig af en live digital satellit tilførsel til at projektere filmen til en skærm. En premiere fandt sted på Rhode Island den 28. juni, hvilket var et frit tilgængeligt arrangement der gav de besøgende mulighed for købe biletter for $75 til fire velgørende formål: Rhode Island Fælles Mad Bank, Autisme Projekt på Rhode Island, Adoption Rhode Island og Hasbro børnehospital. Filmen blev udgivet på IMAX den 21. september 2007, med to ekstra minutters optagelser som ikke var inkluderet i den oprindelige biograf udgivelse.

### Markedsføring
Hasbros legetøjskollektion for filmen blev lavet over to måneder i slutningen af 2005 og starten af 2006, i tæt samarbejde med filmskaberne. Protoform Optimus Prime og Starscream blev udgivet i USA den 1. maj 2007, og den første bølge af figurer blev udgivet den 2. juni. Collectionen indeholdt karakterer der ikke var med i filmen, bl.a. Arcee. En anden bølge, kaldet "All Spark Power", blev sat til udgivelse sidst i 2007, og bestod af genmalede og robotagtige versioner af ordinære køretøjer i filmen. Legetøjet benyttede sig af "Automorph teknologi", hvor bevægende dele af legetøjet tillod andre dele at skifte automatisk. Markedsføringen af filmen indbragte Hasbro $480 millioner i 2007.
Aftaler blev lavet med 200 firmaer for at reklamere for filmen i 70 lande. Michael Bay lavede betinget salgsreklameudsendelser for General Motors, Burger King og PepsiCo, mens teaterrekvisitter – der inkluderede Camaroen der blev brugt til Bumblebee og Urgnisten – blev sat til på eBay for velgørenhed. Et viral marketing alternate reality game blev anvendt igennem Sektor 7 hjemmesiden, hvilket præsenterede filmen og alt tidligere Transformers legetøj og medie som del af en mørklægnigns operation kaldet "Hungry Dragon," begået af en "virkelig" Sektor 7, for at skjule eksistensen af "ægte" Transformere. Siden viste flere videoer der fremlagde "bevis" for Transformere på Jorden, bl.a. en cameo fra den originale Bumblebee.

### Kritisk modtagelse
Anmeldelser af filmen var "generelt favorable". Anmeldelseshjemmesiden Rotten Tomatoes rapporterede, at 57 % af kritikken gav filmen positive anmeldelser, baseret på 206 anmeldelser, med en 68 % vurdering fra udvalgte "bemærkelsesværdige" kritikere. På hjemmesiden Metacritic, som udpeger en normal vurdering ud af 100 anmeldelser fra mainstreamkritikere, modtog filmen en gennemsnitlig score på 61, baseret på 35 anmeldelser.
IGNs Todd Gilchrist kaldte det for Michael Bays bedste film, og "en af få tilfælde hvor det er OK at nyde noget for at være smart og dumt på samme tid, mest fordi det unægtelig er rigtig sjovt". The Advertisers Sean Fewster fandt de visuelle ekffekter så sømløse at "at man må tro at studiet på en eller anden måde har konstrueret kunstig intelligens".
The Denver Posts Lisa Kennedy roste afbildningen af robotterne der havde "en troværdig præsenteret skal og intimitet", og ABC-studievært Margaret Pomeranz var overrasket over "at en komplet nyankommer til Transformers fænomenet som hende selv blev involveret i skæbnen af disse mega-maskiner". Ain't It Cool News's Drew McWeeny følte at det meste af castingen bar historien, og at "det har en ægte fornemmelse af undren, en af de ting der manglede så meget af det store CGI lysshow udgivet disse dage". Forfatter Peter David fandt det latterlig sjovt, og sagde at "[Bay] formåede at holde sit publikums fornemmelser for mistro længe nok for os til at gå videre til nogle virkelig fantastiske kampscener".

## Fodnoter
1. ↑  Navnet er anført på engelsk og stammer fra Wikidata hvor navnet endnu ikke findes på dansk.
2. ↑  Navnet er anført på engelsk og stammer fra Wikidata hvor navnet endnu ikke findes på dansk.
3. 1 2 3 4 5 6 7 8 9 10 11 12 13 14  Michael Bay. Audio commentary (DVD). Paramount Pictures. {{cite AV media}}: Ukendt parameter |date2= ignoreret (hjælp)
4. 1 2 3 4 5 6 7 8  "The Making Of The Transformers Movie". Entertainment News International. 2007-06-15. Arkiveret fra originalen 17. september 2007. Hentet 2007-06-16.
5. ↑  Harry Knowles (2003-09-02). "Tom DeSanto gets to yapping about more than meets the eye... aka TRANSFORMERS!". Ain't It Cool News. Hentet 2007-02-18.
6. 1 2  Kellvin Chavez (2007-02-21). "On Set Interview: Producer Don Murphy On Transformers". Latino Review. Hentet 2007-05-19.
7. 1 2 3 4 5 6  "Transformers: The Cast, The History, The Movie". Entertainment News International. 2007-06-15. Arkiveret fra originalen 21. marts 2013. Hentet 2007-06-16.
8. 1 2  "Don Murphy at TransformersCon Toronto 2006". TFcon. Arkiveret fra originalen 2. februar 2007. Hentet 2007-01-07.
9. ↑  Kellvin Chavez (2007-02-21). "On Set Interview: Producer Tom De Santo On Transformers". Latino Review. Hentet 2007-05-19.
10. ↑  Scott Marble (juni 2007). "The Mind of Tom DeSanto". Transformers Collectors Club Magazine. s. 3, 10.
11. ↑  "Don Murphy Quotes Special". Seibertron. 2005-04-17. Hentet 2007-02-18.
12. ↑  "TF Movie Screenwriter John Rogers Speaks out". Seibertron. 2004-11-30. Hentet 2007-02-04.
13. 1 2 3  Zack Oat (2007-01-12). "Double Vision". ToyFare. Arkiveret fra originalen den 17. januar 2007. Hentet 2008-12-18.{{cite news}}:  CS1-vedligeholdelse: BOT: original-url status ukendt (link)
14. ↑  "Exclusive: New Transformers Writers". IGN. 2005-02-18. Arkiveret fra originalen 29. juni 2009. Hentet 2006-09-01.
15. 1 2  Robert Sanchez (2007-06-18). "Interview: Roberto Orci on Transformers and Star Trek!". IESB. Hentet 2007-06-19.
16. ↑  Dave Itzkoff (2007-06-24). "Character-Driven Films (but Keep the Kaboom)". The New York Times. Hentet 2007-06-24.
17. 1 2  Todd Gilchrist (2007-07-02). "Exclusive interview: Roberto Orci". IGN. Hentet 2007-07-04.
18. ↑  Roberto Orci (2009-03-14). "Welcome Mr. Roberto Orci, you may ask him questions". TFW2005. Hentet 2009-03-15.
19. 1 2  "Orci and Kurtzman Questions: Post movie". Official site's message board. Lasted from July 5 to 10, 2007. Arkiveret fra originalen 16. juni 2009. Hentet 2009-01-15. {{cite web}}: Tjek datoværdier i: |date= (hjælp)
20. ↑  "Casting Call for Prime Directive". Seibertron.com. 2006-04-08. Hentet 2008-11-30.
21. 1 2  Chris Hewitt (august 2007). "Rise of the Machines". Empire. s. 95-100.
22. 1 2 3  "Michael Bay and the Edit of Transformers". Fxguide. 2007-07-09. Arkiveret fra originalen 8. august 2007. Hentet 2007-07-10.
23. 1 2 3 4  "'Transformers' writers: A Revealing Dialogue". Wizard. 2007-07-10. Arkiveret fra originalen den 8. juli 2007. Hentet 2008-12-18.{{cite news}}:  CS1-vedligeholdelse: BOT: original-url status ukendt (link)
24. ↑  Roberto Orci (2009-01-14). "Major News/SPOILER ALERT Robert Orci confirms..." TFW2005. Hentet 2009-01-15.{{cite news}}:  CS1-vedligeholdelse: url-status (link)
25. ↑  Adam B. Vary. "Optimus Prime Time". Entertainment Weekly. Arkiveret fra originalen 7. juli 2007. Hentet 2007-07-07.
26. ↑  Roberto Orci (2008-07-11). "The 'Welcome Mr. Orci Thread'. You may ask questions!". TFW2005. Hentet 2008-07-12.
27. 1 2 3 4 5  Their War, 2007 DVD documentary
28. ↑  "Ark Not Making An Appearance In the Movie?". TFormers. 2007-09-14. Hentet 2007-02-04.
29. 1 2 3  Zack Oat (2007-02-09). "Prime Cuts". ToyFare.
30. ↑  Roberto Orci (2007-06-10). "I don't get this..." Official site's forums. Arkiveret fra originalen 27. maj 2012. Hentet 2009-03-17.
31. 1 2  "Michael Bay on Transformers!". Superhero Hype!. 2007-06-20. Hentet 2007-06-21.
32. 1 2 3 4 5 6 7  Our World, 2007 DVD documentary
33. ↑  Transformers: More Than Meets The Eye – Dan Goldwasser – Soundtrack.net Hentet 21. maj 2009
34. ↑  Steve Jablonsky morphs his music to score Transformers – Daniel Schweiger – iF Magazine Hentet 21. maj 2009
35. ↑  Roberto Orci (2007-05-18). "Roberto and Alex: Questions". Official site. Arkiveret fra originalen 4. januar 2010. Hentet 2007-12-17.
36. ↑  Kim Beongkwan (2007-06-11). "Transformers World Premiere in Seoul". STAR News. Arkiveret fra originalen 21. oktober 2008. Hentet 2007-06-11.
37. ↑  Microspace Communications Corporation (2007-06-25). "Transformers Premiere to be Shown at L.A. Film Fest". Superhero Hype!. Arkiveret fra originalen 12. januar 2009. Hentet 2007-06-25.
38. ↑  "Transformers Movie Premiere to Help Change Kids' Lives". Business Wire. 2007-05-01. Arkiveret fra originalen (subscription required) 30. september 2007. Hentet 2007-05-01.
39. ↑  "REALLY Giant Robots are coming". Comingsoon.net. 2007-08-17. Arkiveret fra originalen 3. oktober 2012. Hentet 2007-08-17.
40. ↑  "IMAX and the DVD". Michael Bay. 2007-09-18. Arkiveret fra originalen 5. maj 2008. Hentet 2007-09-18.
41. ↑  "New Images of Transformers Movie "Allspark Power" Figures, Cliffjumper, Brawl Repaint and More!". Seibertron. 2007-07-29. Hentet 2007-10-03.
42. ↑  "Automorph Technology: The Secret of the Movie Transformations?". Seibertron. 2007-01-26. Hentet 2007-01-26.
43. ↑  Paul Grimaldi (2009-02-14). "Hasbro adapts to expected lower revenues". The Providence Journal. Hentet 2009-02-14.
44. ↑  "Hasbro Rolls Out Transformers Products". Superhero Hype!. 2007-02-10. Arkiveret fra originalen 12. januar 2009. Hentet 2007-02-10.
45. ↑  Gail Schiller (2007-06-27). "Firing on all cylinders". The Hollywood Reporter. Arkiveret fra originalen 15. august 2007. Hentet 2007-06-27.
46. ↑  "BumbleBee and Other Movie Props Are Now on e-bay!". Seibertron. 2007-07-08. Hentet 2007-07-09.
47. ↑  "Transformers Movie Update: Sector Seven Video Gives Nod To Dinobots, Insecticons, Lazerbeak And Generation One Bumblebee". Jalopnik. 2007-05-17. Hentet 2007-06-24.
48. 1 2  "Transformers". Metacritic. Arkiveret fra originalen 26. juni 2012. Hentet 2007-08-29.
49. ↑  "Transformers". Rotten Tomatoes. Hentet 2007-11-28.
50. ↑  "Transformers". Rotten Tomatoes. Hentet 2007-11-28.
51. ↑  Todd Gilchrist (2007-06-29). "Advance Review: Transformers". IGN. Hentet 2007-07-03.
52. ↑  Sean Fewster (2007-06-25). "The rule of robots begins". The Advertiser. Arkiveret fra originalen 6. september 2012. Hentet 2007-07-03.
53. ↑  Lisa Kennedy (2007-07-01). ""Transformers" toys with human emotions". The Denver Post. Hentet 2007-07-03.
54. ↑  Margaret Pomeranz. "Transformers". ABC Television. Hentet 2007-07-03.
55. ↑  Drew McWeeny (2007-07-02). "Moriarty Makes First Contact With TRANSFORMERS! The Movie, The Comics, The Books & More!". Ain't It Cool News. Hentet 2007-07-03.
56. ↑  Peter David (2007-07-07). "Car Toon". Self-published. Hentet 2007-07-10.

## Ekstern henvisning
- Transformers på Internet Movie Database (engelsk)
- Transformers på Filmdatabasen
- Transformers på Scope
- Transformers i Svensk Filmdatabas (svensk)
- Transformers på AlloCiné (fransk)
- Transformers på MovieMeter (nederlandsk)
- Transformers på AllMovie (engelsk)
- Transformers hos American Film Institute (engelsk)
- Transformers hos British Film Institute (engelsk)
- Transformers på Turner Classic Movies (engelsk)